# 怀安衙署旧址及接官道
怀安衙署旧址及接官道位于中华人民共和国福建省福州市仓山区建新镇淮安社区的乌龙江边，衙署旧址是旧怀安县县署衙门所在地，接官道则是怀安县与外界联系的水陆通道，二者均是怀安县较为重要的历史遗迹。2015年1月，怀安衙署旧址及接官道入选第六批福州市文物保护单位。

## 衙署旧址
怀安县衙署旧址位于石岊山南麓的江边。北宋太平兴国六年（981年），析闽县九乡建立怀安县，始设衙署于芋原江北，咸平二年（999年）迁至县治石岊山南麓。元朝至元二十二年（1285年）迁至怀安县西部，不久后迁回原址。明朝洪武十二年（1379年），衙署移到福州府治之北，万历八年（1580年）怀安县被撤消、并入侯官县后，衙署改为怀安递运所。
衙署旧址现存建筑为清朝时期所改建，坐北朝南，占地1092平方米，石木结构，前后三进均为穿斗式木构架建筑，第一进面阔五间、进深四间，单檐悬山顶，一进地面及一、二进间的庭院地面铺筑以条石；第二进面阔三间、进深七间，单檐悬山顶，二、三进间的庭院地面铺以块石；第三进面阔五间、进深四间，硬山顶。四周的围墙已毁，仅留有周长150米、高0.9米、厚0.75米墙基。

## 接官道

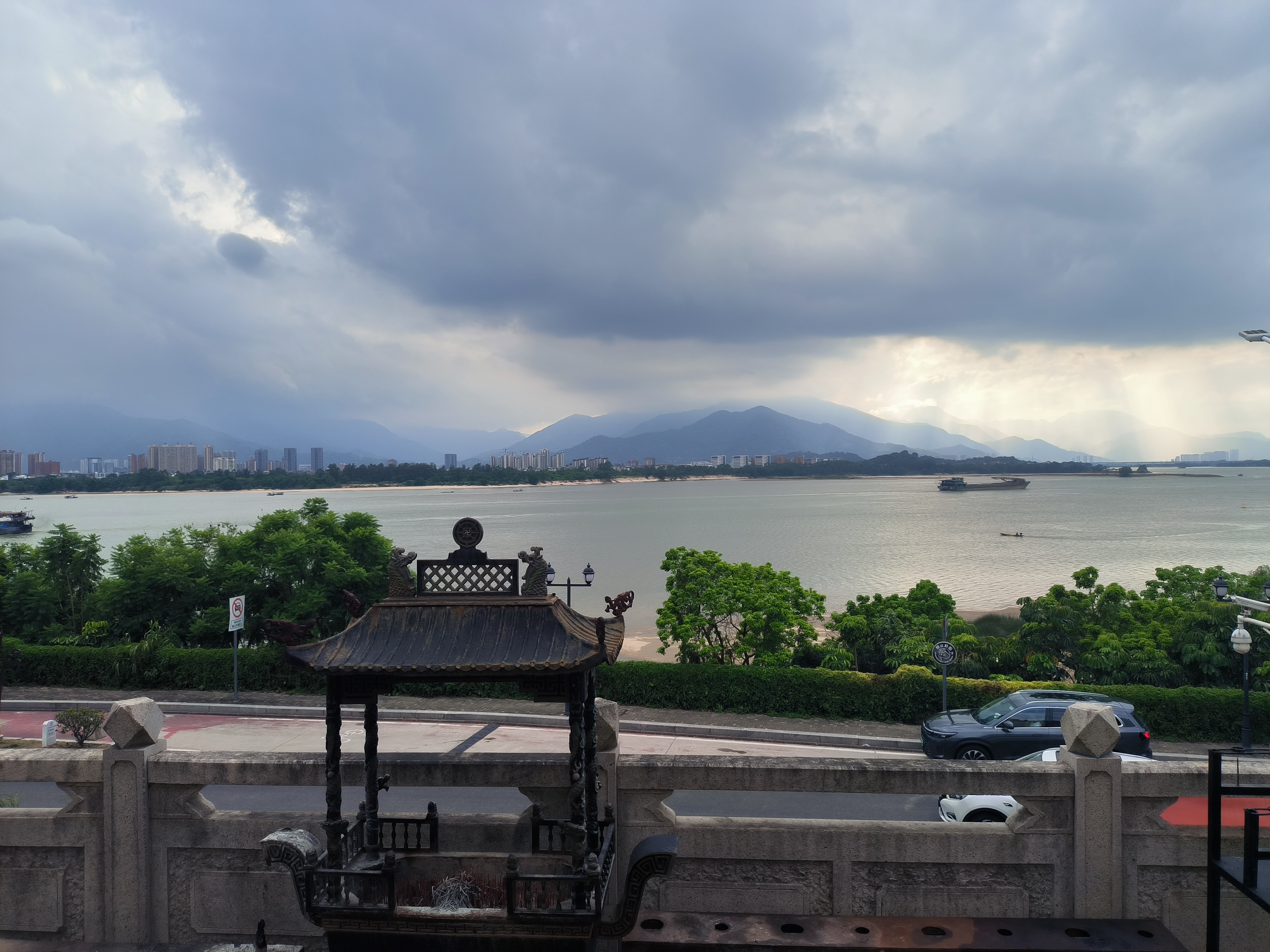
自淮安三相公庙眺望乌龙江，接官道码头坐落于此

位于衙署旧址附近的接官道旧址是怀安县现存的唯一一个古码头旧址，呈突堤式结构，坐东朝西，占地面积380.81平方米，长57.03米，宽7.76米，南北高差2.16米，西侧的三块石头伸入江中形成码头，石板道为条石铺成，宽5米，横向凿有一百多条凿槽用以防滑、栓绳和泊船，朱熹曾通过此接官道进入怀安县。元朝军队接管福州后，遭受战火洗礼的怀安县逐渐与外界切断联系，码头日渐冷清，怀安县撤消后，码头已彻底荒废，成为当地居民洗涤衣食的场所。

## 文物保护
2010年代，福州市有关部门经过对淮安社区境内的怀安窑址、三相公庙、五帝庙和临水宫等相关遗迹的发掘与修缮，计划将怀安县的各类遗迹串联起来，建设为遗址公园。2015年1月24日，福州市人民政府将怀安衙署旧址及接官道列入第六批市级文物保护单位，其保护范围为旧址及道周围20米。